# Châu Phong Hòa
Châu Phong Hòa (ur. 14 sierpnia 1985 w Đồng Tháp) – wietnamski piłkarz występujący na pozycji obrońcy w klubie Bình Dương FC.

## Kariera piłkarska
Phùng Văn Nhiên jest wychowankiem klubu Đồng Tháp FC. W 2009 roku odszedł do drużyny Bình Dương FC. Obecnie jego zespół gra w pierwszej lidze wietnamskiej.
Zawodnik ten jest także reprezentantem Wietnamu. W drużynie narodowej zadebiutował w 2007 roku. Został również powołany na Puchar Azji 2007, gdzie jego drużyna odpadła w ćwierćfinale. On zaś rozegrał 1 mecz ćwierćfinałowy z Irakiem (0:2).